# (6174) Polybius
(6174) Polybius es un asteroide perteneciente al cinturón de asteroides, región del sistema solar que se encuentra entre las órbitas de Marte y Júpiter, más concretamente a la familia de Inarradas, descubierto el 4 de octubre de 1983 por Norman G. Thomas desde la Estación Anderson Mesa (condado de Coconino, cerca de Flagstaff, Arizona, Estados Unidos).

## Designación y nombre
Designado provisionalmente como 1983 TR2. Fue nombrado Polybius en homenaje a Polibio, historiador griego y padre de la historia pragmática, uno de los 1000 eminentes archeanos deportados a Roma después de la derrota de Perseo en Pydna en 168 a. C. Tras hacerse de amistades influyentes en Roma, viajó con ellos a España, el norte de África y a través de los Alpes regresó a Roma. Medió los problemas romanos en Grecia y recopiló obras de historiadores griegos. Sus propias narraciones cubren las Guerras Púnicas y los eventos contemporáneos, pero con tal concisión que persisten varios problemas de cronología y estrategia.

## Características orbitales
Polybius está situado a una distancia media del Sol de 3,051 ua, pudiendo alejarse hasta 3,727 ua y acercarse hasta 2,375 ua. Su excentricidad es 0,221 y la inclinación orbital 14,69 grados. Emplea 1946,83 días en completar una órbita alrededor del Sol.

## Características físicas
La magnitud absoluta de Polybius es 12. Tiene 21,008 km de diámetro y su albedo se estima en 0,076. 